# Уеле
Уеле (на френски: Uele) е река в Централна Африка, протичаща в северната част на Демократична република Конго, лява съставяща на река Убанги, десен приток на Конго. Дължината ѝ е 1150 km, а площта на водосборния басейн – 135 400 km². Заедно с река Убанги образува речна система с обща дължина около 2270 km.
Река Уеле води началото си под името Кибала, на 1554 m н.в. от западните склонове на Сините планини, простиращи се покрай западния бряг на езерото Алберт. По цялото си протежение тече предимно в западна посока сред тропически гори и савани, като образува множество бързеи, прагове и водопади (най-големи са Ангбу и Маквангу), поради което тя не е плавателна. След устието на десния си приток Дунгу приема името Уеле. При конгоанския град Якома, на границата с Централноариканската република, на 397 m н.в. се слива с идващата отдясно река Мбому и двете заедно дават началото на голямата река Убанги, десен приток на Конго. Основни притоци: леви – Гада, Бомоканди, Бима; десни – Нзоро, Дунгу, Капили, Бвере, Гурба, Вере (Уере). Средният годишен отток на реката е 1530 m³/s.